# Museo de Arte de Westküste
El Museum Kunst der Westküste (en español: Museo de Arte de la Costa Oeste) es un museo y fundación sin ánimo de lucro ubicada en la localidad de Alkersum, en la isla frisia septentrional de Föhr, al norte de Alemania. El objetivo del museo es coleccionar, investigar, comunicar y exhibir obras de arte relacionadas con la temática del mar y la costa, con énfasis en el mar de Frisia y el mar del Norte en general. El museo comenzó coleccionando cuadros donados por su fundador, Frederik Paulsen, conocido empresario alemán cuya familia es originaria de la localidad.

## Colección
La colección del museo comprende más de 800 piezas de arte danesas, alemanas, neerlandesas y noruegas, realizadas entre 1830 y 1930, que documentan la vida costera del mar del norte. Entre los artistas escandinavos y alemanes representados en la colección (conocida como Sammlung Kunst der Westküste) figuran Anna Ancher, Michael Ancher, Max Beckmann, Johan Christian Dahl, Peder Severin Krøyer, Christian Krohg, Max Liebermann, Emil Nolde y Edvard Munch.
La colección incluye también obras de artistas neerlandeses como el pintor romántico Andreas Schelfhout, y miembros de la escuela de La Haya, como Jozef Israëls y Hendrik Willem Mesdag. También están representados importantes artistas como Johan Barthold Jongkind y Eugène Boudin, precursores del impresionismo y de la pintura del paisaje europea en el siglo xix.
El enfoque principal de la colección, sin embargo, es la pintura de la Frisia septentrional, representada por los trabajos de Otto Heinrich Engel y Hans Peter Feddersen.
En los últimos años se han incorporado a la colección trabajos contemporáneos, entre otros de artistas como Frank Bölter, Gerhard Richter o Trine Søndergaard.

## Arquitectura

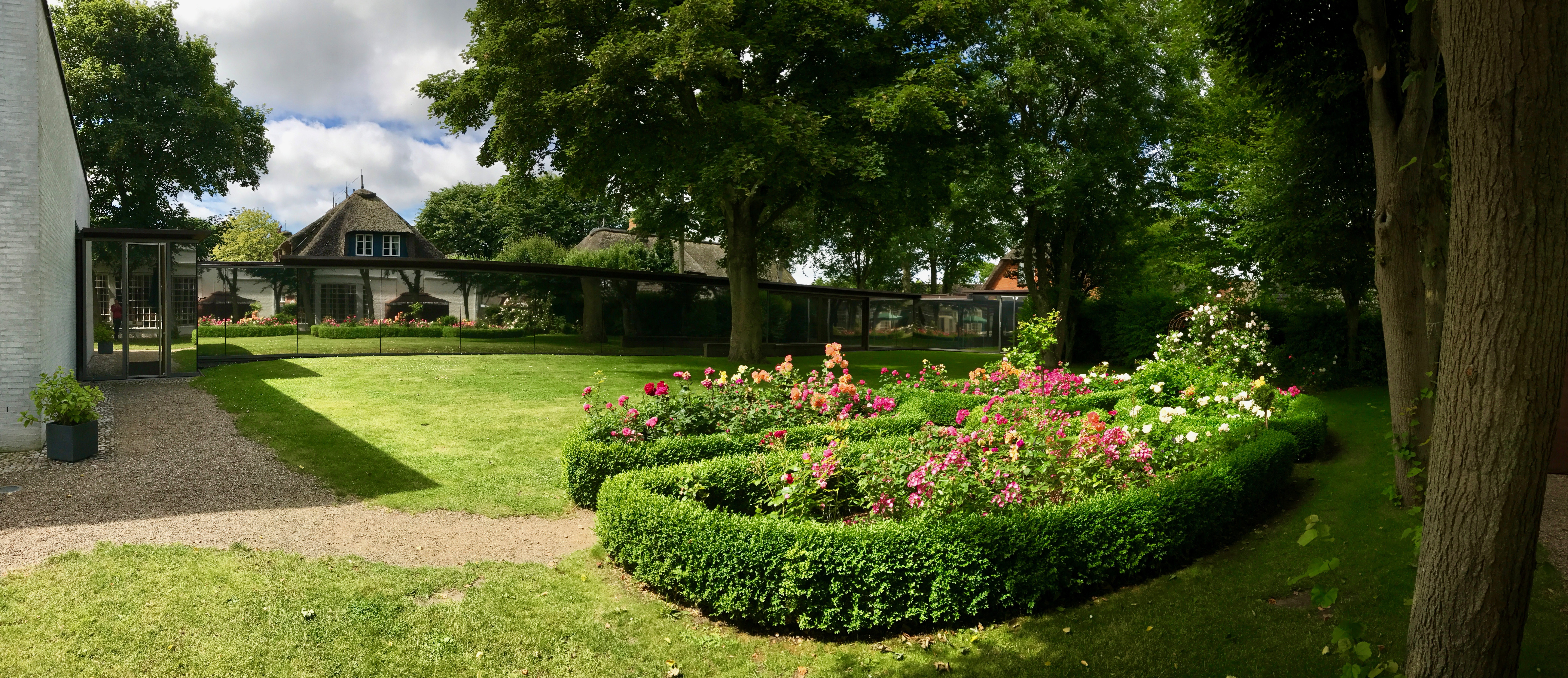
El jardín del museo en Alkersum

El museo, construido entre 2006 y 2009, fue diseñado como un complejo de espacios, combinando tradición y modernismo. Consta de seis galerías con un espacio de exhibiciones total de 900 metros cuadrados. 
Su diseño hace hincapié en la historia de la arquitectura y paisaje locales, integrando construcciones típicas y subrayando el contraste tan típico de la región ente los brezales y las marismas. El complejo incluye además un jardín artístico y una casa señorial al estilo escandinavo del año 1900 (Grethjens Gasthof). Esta edificación, que actualmente sirve para el famoso restaurante del museo, ha sido un tradicional lugar de encuentro de artistas que trabajan en la isla de Föhr y sitio de congregación de turistas y oriundos de la isla.